# 欧拉-特里科米方程
欧拉－特里科米方程（英語：Euler–Tricomi equation）是一个用于研究跨音速流动的线性偏微分方程。其名称源于莱昂哈德·欧拉与弗朗切斯科·特里科米。
欧拉－特里科米方程的表达式为
{\displaystyle u_{xx}+xu_{yy}=0.\,}
当x > 0时该方程为椭圆型，x = 0时为抛物线型，x < 0时则为双曲型。其特征线为
{\displaystyle x\,dx^{2}+dy^{2}=0,\,}
积分后可得
{\displaystyle y\pm {\frac {2}{3}}x^{3/2}=C,}
其中C为积分常数。特征线为两组半立方抛物线，尖点位于x = 0上，曲线则位于y轴的右手侧。

## 特解
欧拉－特里科米方程的特解包括
- {\displaystyle u=Axy+Bx+Cy+D,\,}
- {\displaystyle u=A(3y^{2}+x^{3})+B(y^{3}+x^{3}y)+C(6xy^{2}+x^{4}),\,}

其中A、B、C、D为任意常数。
欧拉－特里科米方程是查普里金方程的极限形式。